# Dingolfing
Dingolfing (que l'on trouve écrit Dunkelfingen ou encore Dingolfingen) est une ville allemande située en Bavière et chef-lieu de l'arrondissement de Dingolfing-Landau.

## Économie
Dingolfing est un lieu important de l'ingénierie véhicule. La marque de voiture Glas qui a été connu pour le modèle Goggomobil dans les années 1950 venait de la ville. Aujourd'hui, le plus gros employeur de la ville est BMW Group, qui a environ 19 400 employés (en juillet 2008) à Dingolfing et produit chaque année environ 270 000 voitures réparties entre les modèles haut de gamme Série 5, Série 6 et Série 7.

## Architecture religieuse
- Église Saint-Jean, du XVe siècle, baroquisée à la fin du XVIIe siècle
- Couvent de Dingolfing, néogothique

## Jumelages
Dingolfing est une ville jumelée avec Brumath en Alsace.

## Personnalité liée à la municipalité
L'homme politique Stephan Protschka est né à Dingolfing en 1977.